# Metrernis ochrolina
Metrernis ochrolina är en fjärilsart som beskrevs av Edward Meyrick 1906. Metrernis ochrolina ingår i släktet Metrernis och familjen vecklare. Inga underarter finns listade i Catalogue of Life.